# Dlhé Klčovo
Dlhé Klčovo es un municipio del distrito de Vranov nad Topľou en la región de Prešov, Eslovaquia, con una población estimada a final del año 2024 de 1347 habitantes.
Se encuentra ubicado en el centro-sur de la región, cerca del río Topľa (cuenca hidrográfica del río Tisza) y de la frontera con la región de Košice.

## Demografía
| Año        | 1994 | 2004    | 2014    | 2024    |
| ---------- | ---- | ------- | ------- | ------- |
| Población  | 1354 | 1419    | 1406    | 1347    |
| Diferencia |      | +4,80 % | −0,91 % | −4,19 % |

| Año        | 2023 | 2024    |
| ---------- | ---- | ------- |
| Población  | 1358 | 1347    |
| Diferencia |      | −0,81 % |